# 1965年の音楽
1965年の音楽（1965ねんのおんがく）では、1965年（昭和40年）の音楽分野に関する動向を記述する。

## 出来事
- グループサウンズのスパイダースが、「フリフリ」でデビューした[1]。
- この年のビルボード年間チャートのベスト5は以下のとおり。

1. サム・ザ・シャム・アンド・ザ・ファラオス 「ウーリー・ブーリー」
2. フォー・トップス 「アイ・キャント・ヘルプ・マイセルフ」
3. ローリング・ストーンズ 「サティスファクション」
4. ウィ・ファイヴ 「恋がいっぱい」
5. ライチャス・ブラザーズ 「ふられた気持」

- ボブ・ディランがエレクトリック・ギターを使用[注 1]し「ライク・ア・ローリング・ストーン」を発表した。ディランは、バーズ[注 2]にフォーク・ロックのヒット曲「ミスター・タンブリン・マン」を提供した。
- 「涙の太陽」がエミー・ジャクソンと青山ミチの競作となった[注 3]。
- 12月31日 - 第16回NHK紅白歌合戦

## 洋楽シングル
| - サム・ザ・シャム・アンド・ザ・ファラオス 「ウーリー・ブーリー」 - フォー・トップス 「アイ・キャント・ヘルプ・マイセルフ」「セイム・オールド・ソング」 - ローリング・ストーンズ 「サティスファクション」「一人ぼっちの世界」 - ウィ・ファイヴ 「恋がいっぱい」 - ライチャス・ブラザーズ 「ふられた気持」「アンチェインド・メロディ」 - テンプテーションズ 「マイ・ガール」1964-65「ゲット・レディ」 - ジェームス・ブラウン 「パパのニュー・バッグ」「アイ・ガット・ユー」 - ウィルソン・ピケット 「イン・ザ・ミッドナイト・アワー」 - ボブ・ディラン 「ライク・ア・ローリング・ストーン」 - バーバラ・メイソン 「イエス・アイム・レディ」 - スモーキー・ロビンソン&ザ・ミラクルズ 「トラックス・オブ・マイ・ティアーズ」「ウー・ベイビー・ベイビー」 - ビートルズ 「ヘルプ!」「イエスタデイ」 - ボビー・ソロ 「君に涙と微笑みを」 - ザ・バーズ 「ミスター・タンブリン・マン」「ターン・ターン・ターン」 - ザ・フー 「マイ・ジェネレーション」 - ラヴィン・スプーンフル 「魔法を信じるかい?」「うれしいあの娘」 - バリー・マクガイア 「明日なき世界」 - ハーブ・アルパート 「蜜の味」 - フランス・ギャル 「夢見るシャンソン人形」（フランス） - マージョリー・ノエル 「そよ風にのって」（フランス） - ザ・トイズ 「ラヴァーズ・コンチェルト」 - インプレッションズ 「ピープル・ゲット・レディ」 - サイモン&ガーファンクル 「サウンド・オブ・サイレンス」 - ゾンビーズ 「テル・ハー・ノー」 | - アニマルズ 「悲しき願い」 - タートルズ 「悲しきベイブ」 - トム・ジョーンズ 「よくあることさ」 - ルー・クリスティ 「恋のひらめき」 - クリス・モンテス 「コール・ミー」 - バーバラ・ルイス 「ベイビー・アイム・ユアーズ」 - ペトゥラ・クラーク 「マイ・ラヴ」 - スプリームス 「ストップ・イン・ザ・ネイム・オブ・ラヴ」「ひとりぼっちのシンフォニー」 - トリニ・ロペス 「レモン・トゥリー」 - オーティス・レディング 「リスペクト」「アイ・キャント・ターン・ユー・ルース」 - ラムゼイ・ルイス・トリオ 「ジ・イン・クラウド」 - ゲイリー・ルイス&ザ・プレイボーイズ 「恋のダイアモンド・リング」 - ジュニア・ウォーカー&ジ・オール・スターズ 「ショットガン」 - ザ・マッコイズ 「ハング・オン・スルーピー」 - ハーマンズ・ハーミッツ 「ミセス・ブラウンのお嬢さん」「ヘンリー8世君」 - ザ・フォーチュンズ 「ゴット・ユア・トラブル」「ヒア・イット・カムズ・アゲイン」 - ロイ・ヘッド&ザ・トレイツ 「トリート・ハー・ライト」 - ボビー・フラー・フォー 「アイ・フォウト・ザ・ロウ」 - ジャッキー・デシャノン 「世界は愛を求めている」 - ロジャー・ミラー 「キング・オブ・ザ・ロード」 - ザ・ビーチ・ボーイズ 「カリフォルニア・ガールズ」 - プロフェッサー・ロングヘア 「ビッグ・チーフ」 - ディキシー・カップス 「アイコ・アイコ」 |

## 洋楽アルバム
- ローリング・ストーンズ『ローリング・ストーンズVol.3』
- ビートルズ 『ラバー・ソウル』
- ボブ・ディラン 『ブリンギング・イット・オール・バック・ホーム』『追憶のハイウェイ 61』
- テンプテーションズ 『テンプテーションズ・シング・スモーキー』
- ジェームス・ブラウン 『パパのニュー・バッグ』『アイ・ガット・ユー』
- マーヴィン・ゲイ『ハウ・スウィ－ト・イット・イズ』『ア・トリビュート・トゥ・ザ・グレイト・ナット・キング・コール』
- オーティス・レディング 『オーティス・ブルー』
- アニマルズ 『ジ・アニマルズ・オン・ツアー』
- ザ・フー 『マイ・ジェネレーション』
- ゾンビーズ 『ザ・ゾンビーズ』
- サイモン&ガーファンクル 『サウンド・オブ・サイレンス』
- アストラッド・ジルベルト 『おいしい水』
- ザ・ビーチ・ボーイズ 『サマー・デイズ』

## 邦楽シングル
| - アイ・ジョージ&志摩ちなみ 「赤いグラス」 - 青山ミチ 「涙の太陽」 - 朝丘雪路 「ふり向いてもくれない」 - 石原裕次郎 「二人の世界」 - 伊東ゆかり 「砂に消えた涙」「恋する瞳」 - 植木等 「ゴマスリ行進曲」「遺憾に存じます」 - エミー・ジャクソン 「涙の太陽」 - 奥村チヨ 「ごめんね…ジロー」「私を愛して」 - 金井克子 「ノーチェ デ・東京」 - 加山雄三 「君といつまでも」「夜空の星」 - 岸洋子 「スエーデンの城」 - 北島三郎 「帰ろかな」「兄弟仁義」「函館の女」 - 北原謙二 「ふるさとのはなしをしよう」 - 越路吹雪 「ろくでなし」「ワン・レイニー・ナイト・イン・トーキョー」 - こまどり姉妹 「恋に拍手を」 - 西郷輝彦 「星娘」「涙をありがとう」 - 坂本九 「涙くんさよなら」「ともだち」 - 笹みどり 「下町育ち」 - 島和彦 「悦楽のブルース」 - ジャニーズ 「涙くんさよなら」「チキン・オブ・ザ・シー」 - 菅原洋一 「知りたくないの」 - 園まり 「逢いたくて逢いたくて」 - ダーク・ダックス 「アンジェリータ」 - 高倉健 「網走番外地」 | - 田代美代子&マヒナ・スターズ 「愛して愛して愛しちゃったのよ」 - 田邊昭知とザ・スパイダース 「フリフリ」 - ダニー飯田とパラダイスキング 「朝日のあたる家(Traditional)」 - デューク・エイセス 「女ひとり」 - 中尾ミエ 「アイドルを探せ」「夢みるシャンソン人形」 - 仲宗根美樹 「あらゆり小唄」 - 西田佐知子 「赤坂の夜は更けて」「女の意地」 - 二宮ゆき子 「まつのき小唄」 - 倍賞千恵子 「さよならはダンスの後に」 - 橋幸夫 「恋のインターチェンジ」「あの娘と僕」「僕等はみんな恋人さ」 - 尾藤イサオ 「悲しき願い’65」 - 日野てる子 「夏の日の想い出」 - 弘田三枝子 「ナポリは恋人」「恋のクンビア」「砂に消えた涙」 - 藤本三重子 「雨の外人墓地」「南国哀歌」 - 布施明 「君に涙とほほえみを」「貴様と俺」 - 舟木一夫 「北国の街」「あありんどうの花咲けど」 - 丸山明宏 「ヨイトマケの唄」 - 美樹克彦 「俺の涙は俺がふく」 - 美空ひばり 「柔」 - 三船和子 「他人船」 - 都はるみ 「涙の連絡船」 - 山田太郎 「新聞少年」 - 吉永小百合&三田明 「明日は咲こう花咲こう」 - 和田弘とマヒナスターズ 「ウナセラディ東京」「涙くんさよなら」 |

## 主な音楽賞
| 賞                                       | 受賞作・受賞者 |
| ---------------------------------------- | --- |
| 第15回サンレモ音楽祭                     | - 大賞 - ボビー・ソロとザ・ニュー・クリスティー・ミンストレルズ「Se piangi,se ridi」 |
| 第10回ユーロビジョン・ソング・コンテスト | - 優勝者 - フランス・ギャル「夢見るシャンソン人形」 |
| 第7回日本レコード大賞                    | - 大賞 - 美空ひばり「柔」 - 新人賞 - バーブ佐竹「女心の唄」 田代美代子&マヒナ・スターズ「愛して愛して愛しちゃったのよ」 - 歌唱賞 - 越路吹雪「ワン・レイニー・ナイト・イン・トーキョー」 - 作曲賞 - 小川寛興（倍賞千恵子「さよならはダンスの後に」) - 作詞賞 - 安井かずみ（伊東ゆかり「おしゃべりな真珠」) - 編曲賞 - 山屋清（金井克子「ノーチェ デ・東京」) - 企画賞 - 日本ビクター「橋幸夫が歌った一連のリズム歌謡」 - 童謡賞 - 天地総子/音羽ゆりかご会「マーチング・マーチ」 - 特別賞 - 東海林太郎 |
| 第7回グラミー賞                          | - 最優秀レコード賞 - ジョアン・ジルベルト&スタン・ゲッツ「イパネマの娘」 - 最優秀アルバム賞 - ジョアン・ジルベルト&スタン・ゲッツ「ゲッツ/ジルベルト」 - 最優秀楽曲賞 - ジェリー・ハーマン「Hello, Dolly!」 - 最優秀新人賞 - ビートルズ |
| 第3回ゴールデン・アロー賞                | - 新人賞 - 水前寺清子 |
| 第3回レコード・アカデミー大賞            | - 大賞 - ガジャール「グレゴリオ聖歌集」 |

## デビュー
- 1月15日 - ザ・フー／アイ・キャント・エクスプレイン
- 3月5日 - 奥村チヨ／あなたがいなくても
- 3月10日 - 美樹克彦／俺の涙は俺がふく
- 4月20日 - エミー・ジャクソン／涙の太陽
- 4月12日 - バーズ／ミスター・タンブリン・マン
- 5月 - 王貞治／白いボール
- 5月 - 笹みどり／女の舞台
- 5月10日 - ザ・スパイダース／フリフリ
- 5月10日 - 布施明／君に涙とほほえみを
- 6月1日 - 美川憲一／だけどだけどだけど
- 6月 - 松山まさる（現・五木ひろし）／新宿駅から
- 6月 - 三船和子／ベトナムの赤い月
- 6月 - 渡哲也／純愛のブルース
- 8月6日 - スモール・フェイセス／ホワッチャ・ゴナ・ドゥ・アバウト・イット
- 8月10日 - ジャッキー吉川とブルー・コメッツ／グランド・ヒット・パレード（第3集）
- 9月1日 - 井上宗孝とシャープ・ファイブ／流れの果てに
- 9月5日 - 千昌夫／君が好き
- 10月20日 - 中村晃子／青い落葉
- 月日不明 - 杉良太郎／野郎笠

## 誕生
出身地または国籍が日本である人物の国名表記は省略。
- 1月4日 - 中村達也（富山県、ドラマー、元the 原爆オナニーズ/元ザ・スターリン/元MASTURBATION/元NICKEY & THE WARRIORS/元THE STAR CLUB/元BLANKEY JET CITY/元LOSALIOS/フリクション/MANNISH BOYS）
- 1月6日 - 麗美（沖縄県、歌手）
- 1月8日 - 宮城宗典（東京都、歌手、+1988年・23歳没）
- 1月15日 - 三柴理（東京都、キーボーディスト、元筋肉少女帯/特撮）
- 1月16日 - 岸浩太郎（東京都、元俳優・元歌手）
- 1月18日 - 中條卓（神奈川県、ベーシスト、THEATRE BROOK）
- 1月20日 - 秋葉光由（ベーシスト、元紅麗威甦）
- 1月24日 - 広石武彦（福岡県、歌手、元UP-BEAT）
- 1月26日 - GAMO（北海道、ミュージシャン、東京スカパラダイスオーケストラ）
- 1月27日 - 伊東乾（作曲家）
- 1月28日 - ヘルマン・ボイマー（、バストロンボーン奏者）
- 1月31日 - オーフラ・ハーノイ（、チェロ奏者）
- 2月1日 - 水島康貴（東京都、作曲家）
- 2月5日 - サトウミノル（ドラマー、ROSSO/フリクション）
- 2月10日 - 井上あずみ（石川県、元歌手）
- 2月10日 - 知久寿焼（埼玉県、歌手、たま）
- 2月11日 - 栗林誠一郎（東京都、歌手）
- 2月13日 - 南原清隆（香川県、お笑いタレント、ウッチャンナンチャン/元ブラックビスケッツ/元南々見組/元はっぱ隊）
- 2月18日 - 石井ヒトシ（福島県、ギタリスト、THE SLUT BANKS、BAD SiX BABiES）
- 2月18日 - ドクター・ドレー（、音楽プロデューサー）
- 2月21日 - 大坪草次郎（神奈川県、音楽映像監督、+2020年・54歳没）
- 2月27日 - フランク・ペーター・ツィンマーマン（、ヴァイオリニスト）
- 3月5日 - 園田俊郎（鹿児島県、ミュージックビデオ監督）
- 3月10日 - 森純太（大分県、ギタリスト、JUN SKY WALKER(S)/元Ai+BAND）
- 3月12日 - 勝俣州和（宮城県、お笑いタレント、元CHA-CHA）
- 3月13日 - 小里誠（ベーシスト、元ザ・コレクターズ）
- 3月15日 - SEIGO（東京都、ドラマー・俳優）
- 3月16日 - 鳥越まり（福岡県、元タレント・元歌手）
- 3月18日 - 洞口依子（東京都、女優・元歌手）
- 3月30日 - 破矢ジンタ（奈良県、ギタリスト、元JITTERIN'JINN）
- 3月31日 - 守屋純子（東京都、ジャズピアニスト）
- 4月4日 - 長谷川浩二（神奈川県、ドラマー、abingdon boys school）
- 4月12日 - 金月真美（兵庫県、声優・元歌手）
- 4月12日 - 越智順子（高知県、ゴスペルシンガー、+2008年・43歳没）
- 4月14日 - 安孫子義一（ギタリスト、The ピーズ）
- 4月17日 - 黒田崇矢（東京都、声優・歌手）
- 4月23日 - 前田亘輝（神奈川県、シンガーソングライター・作詞家、TUBE）
- 4月25日 - みのすけ（東京都、ドラマー、元有頂天/元筋肉少女帯）
- 4月27日 - 西原久美子（神奈川県、声優・元歌手）
- 4月28日 - 竹本孝之（長崎県、歌手）
- 5月1日 - 岩代太郎（東京都、作曲家）
- 5月2日 - 本田恭章（東京都、ミュージシャン）
- 5月3日 - 野村宏伸（東京都、俳優・元歌手）
- 5月5日 - 大橋隆志（愛知県、ギタリスト、聖飢魔II/元キャッツ・イン・ブーツ）
- 5月6日 - 吉田美和（北海道、シンガーソングライター・作詞家・作曲家、DREAMS COME TRUE/FUNK THE PEANUTS）
- 5月8日 - 河井英里（東京都、歌手、+2008年・43歳没）
- 5月11日 - 水野きみこ（愛知県、元歌手）
- 5月11日 - 山川浩正（ベーシスト、元THE BOOM）
- 5月12日 - 秋人（京都府、歌手、元さんじゅうしち☆はち）
- 5月12日 - 奥田民生（広島県、シンガーソングライター・作曲家、ユニコーン）
- 5月13日 - 小林雅之（東京都、ドラマー、JUN SKY WALKER(S)）
- 5月17日 - トレント・レズナー（、歌手、ナイン・インチ・ネイルズ/ハウ・トゥ・デストロイ・エンジェルス）
- 5月20日 - 佐藤晃（宮崎県、ミュージシャン、infix）
- 5月21日 - 原田貴和子（長崎県、女優・元歌手）
- 5月22日 - 錦織一清（東京都、歌手・俳優・声優、少年隊）
- 5月23日 - 上野博文（栃木県、ベーシスト、T-BOLAN）
- 5月23日 - ウルフルケイスケ（大阪府、ギタリスト、ウルフルズ）
- 6月2日 - 富田京子（神奈川県、ドラマー、プリンセス プリンセス）
- 6月6日 - 緒方恵美（東京都、声優・歌手）
- 6月11日 - 沢口靖子（大阪府、女優・元歌手）
- 6月11日 - 浜崎貴司（栃木県、歌手、FLYING KIDS/元マツリルカ/カーリングシトーンズ）
- 6月18日 - 宮本直樹（兵庫県、ギタリスト、SA）
- 6月20日 - 河合その子（愛知県、元歌手、元おニャン子クラブ）
- 6月21日 - 松本伊代（東京都、タレント・歌手）
- 6月24日 - 鈴木釉佳之（沖縄県、女優・元歌手）
- 6月29日 - 大森はじめ（東京都、パーカッショニスト、東京スカパラダイスオーケストラ）
- 7月2日 - 水江慎一郎（福岡県、ベーシスト、元UP-BEAT）
- 7月6日 - 角野秀行（神奈川県、ベーシスト、TUBE）
- 7月9日 - イマイアキノブ（ギタリスト、元フリクション/元ROSSO/The Birthday）
- 7月11日 - TOKIE（東京都、ミュージシャン）
- 7月13日 - 中森明菜（東京都、歌手・女優）
- 7月15日 - 今野登茂子（埼玉県、ミュージシャン、元プリンセス プリンセス）
- 7月21日 - 杉本哲太（神奈川県、歌手、元紅麗威甦）
- 7月22日 - 渡辺典子（福岡県、女優・元歌手）
- 7月23日 - スラッシュ（、ギタリスト、ガンズ・アンド・ローゼズ）
- 7月27日 - 岡本定義（歌手、COIL）
- 7月29日 - 林部直樹（東京都、ギタリスト、米米CLUB）
- 8月4日 - 布川敏和（神奈川県、歌手・タレント・俳優、元シブがき隊）
- 8月5日 - 桜庭統（秋田県、作曲家）
- 8月5日 - 本田恭之（埼玉県、ミュージシャン、元グラスバレー/face to ace）
- 8月6日 - 梶浦由記（東京都、作曲家、元See-Saw/FictionJunction YUUKA）
- 8月11日 - 山口昌人（ドラマー、FEEL SO BAD）
- 8月12日 - 須藤まゆみ（群馬県、歌手）
- 8月14日 - 岡村靖幸（兵庫県、シンガーソングライター）
- 8月15日 - 石丸幹二（愛媛県、俳優・歌手）
- 8月17日 - 藤井麻輝（長野県、ミュージシャン、SUILEN/SCHAFT/minus(-)）
- 8月18日 - 大谷育江（東京都、声優・元歌手）
- 8月18日 - 吉川晃司（広島県、シンガーソングライター）
- 8月20日 - 津上研太（神奈川県、サクソフォーン奏者、dCprG）
- 8月21日 - 鈴木祥子（東京都、歌手）
- 8月26日 - 石井明美（千葉県、歌手）
- 8月28日 - シャナイア・トゥエイン（、歌手）
- 8月29日 - 後藤マスヒロ（千葉県、ドラマー、元The ピーズ/元頭脳警察/元人間椅子）
- 8月30日 - 神野美伽（大阪府、演歌歌手）
- 9月1日 - さねよしいさ子（東京都、歌手）
- 9月5日 - 仲村トオル（東京都、俳優・タレント・元歌手）
- 9月12日 - 岡本夏生（静岡県、タレント・元歌手）
- 9月22日 - 橋本潮（東京都、歌手）
- 10月1日 - 柏原芳恵（大阪府、歌手）
- 10月2日 - 堀内一史（広島県、ミュージシャン、UNICORN）
- 10月7日 - 長友仍世（福岡県、シンガーソングライター、infix）
- 10月7日 - 渡辺久美子（千葉県、声優・元歌手）
- 10月10日 - TOSHI（千葉県、歌手、X JAPAN）
- 10月10日 - 比企理恵（東京都、女優・元歌手）
- 10月17日 - 谷村有美（鹿児島県、歌手）
- 10月19日 - 桃太郎（ドラマー、元紅麗威甦）
- 10月20日 - KATSUMI（茨城県、歌手、Project DMM）
- 10月21日 - 今井寿（群馬県、ギタリスト、BUCK-TICK/元Lucy）
- 10月22日 - 平谷庄至（北海道、ドラマー、元Han-na/KEMURI）
- 10月26日 - 岡田浩暉（群馬県、俳優・歌手、元To Be Continued/元the Garden eel）
- 10月29日 - 髙嶋政宏（東京都、俳優・元歌手）
- 10月30日 - 森友嵐士（広島県、シンガーソングライター）
- 10月30日 - レッド吉田（京都府、お笑いタレント、TIM/元NO PLAN）
- 11月1日 - 馬場育三（ベーシスト、Dragon Ash、+2012年・46歳没）
- 11月2日 - 野田幹子（大阪府、歌手）
- 11月4日 - PATA（千葉県、ギタリスト、X JAPAN）
- 11月4日 - 平山晃哉（元歌手、元野猿/元Will call）
- 11月5日 - アンジェロ・ムーア（、サクスフォニスト、フィッシュボーン）
- 11月12日 - 下山武徳（北海道、歌手、SABER TIGER/元DOUBLE DEALER）
- 11月14日 - 立見里歌（東京都、歌手、元おニャン子クラブ）
- 11月16日 - Leer（ギタリスト、元紅麗威甦）
- 11月20日 - 草尾毅（埼玉県、声優・元歌手）
- 11月20日 - YOSHIKI（千葉県、ミュージシャン・音楽プロデューサー、X JAPAN）
- 11月21日 - 服部隆之（東京都、作曲家）
- 11月21日 - ビョーク（、歌手）
- 11月24日 - 古村比呂（北海道、女優・元歌手）
- 11月25日 - 小澤正澄（静岡県、ギタリスト・作曲家）
- 11月26日 - 高橋利光（東京都、キーボーディスト・アレンジャー、クレイジーケンバンド）
- 11月27日 - ジャッキー・テラソン（、ジャズ・ピアニスト）
- 11月29日 - 尾崎豊（東京都、シンガーソングライター、+1992年）
- 12月9日 - 五味孝氏（東京都、ギタリスト、T-BOLAN）
- 12月14日 - 大木温之（千葉県、歌手、The ピーズ）
- 12月14日 - TOMOVSKY（千葉県、歌手、元カステラ）
- 12月21日 -本木雅弘（埼玉県、歌手・俳優、元シブがき隊）
- 12月23日 - おちまさと（東京都、プロデューサー）
- 12月25日 - 和嶋慎治（青森県、ギタリスト、人間椅子）
- 12月26日 - 小林孝至（ギタリスト、元THE BOOM）
- 12月27日 - 橘高文彦（大阪府、ギタリスト、筋肉少女帯/X.Y.Z.→A）
- 12月29日 - デクスター・ホーランド（、歌手、オフスプリング）
- 月日不明 - 吉澤はじめ（東京都、ミュージシャン）
- 月日不明 - 木乃下真市（和歌山県、津軽三味線奏者）
- 月日不明 - 川村ケンスケ（ミュージックビデオ監督）

## 死去
- 1月14日 - ジャネット・マクドナルド（、女優・歌手、*1903年）
- 1月20日 - アラン・フリード（、ラジオDJ、*1921年）
- 2月14日 - デジレ＝エミール・アンゲルブレシュト（、指揮者・作曲家、*1880年）
- 2月15日 - ナット・キング・コール（、ジャズミュージシャン、*1919年）
- 2月25日 - レオ・シロタ（、ピアニスト、*1885年）
- 5月1日 - スパイク・ジョーンズ（、バンドリーダー、*1911年）
- 5月9日 - 山本直忠（東京都、作曲家、*1904年）
- 5月25日 - サニー・ボーイ・ウィリアムソンII（、ハーモニカ奏者、*1912年）
- 8月1日 - 信時潔（大阪府、作曲家、*1887年）
- 9月4日 - アルベルト・シュヴァイツァー（、医師・伝道師・オルガニスト、*1875年）
- 10月25日 - ハンス・クナッパーツブッシュ（、指揮者、*1888年）
- 11月6日 - エドガー・ヴァレーズ（→、作曲家、*1883年）
- 11月25日 - マイラ・ヘス（、ピアニスト、*1890年）
- 12月10日 - ヘンリー・カウエル（、作曲家、*1897年）
- 12月16日 - ティート・スキーパ（、歌手、*1889年）
- 12月29日 - 山田耕筰（東京都、作曲家、*1886年）